# Acanthodactylus maculatus
Espèce
Synonymes
- Scapteira maculata Gray, 1838
- Zootoca deserti Günther, 1859
- Acanthodactylus pardalis var. intermedius Doumergue, 1901
- Acanthodactylus pardalis latastei Boulenger, 1918
- Acanthodactylus mechriguensis Nouria & Blanc, 1998

Statut de conservation UICN

 LC  : Préoccupation mineure
Acanthodactylus maculatus est une espèce de sauriens de la famille des Lacertidae.

## Répartition
Cette espèce se rencontre dans le Nord du Maroc, dans le nord de l'Algérie, en Tunisie, dans le nord-ouest de la Libye.

## Publication originale
- Gray, 1838 : Catalogue of the slender-tongued saurians, with descriptions of many new genera and species. Annals and Magazine of Natural History, sér. 1, vol. 1, p. 274-283, 388-394 (texte intégral).